# ملكة جمال روسيا 2019
ملكة جمال روسيا 2019 هي مسابقة الرابعة والعشرون من تاريخ مسابقة ملكة جمال روسيا، منذ انطلاق تنظيم مسابقة عام 1993، من قبل «شركة ستاندرد الروسية»، عقدت المسابقة في قاعة حفلات قرية بارفيخا الفاخرة في موسكو بتاريخ 13 أبريل 2019. تنافس خمسون متسابقة من جميع أنحاء روسيا على التاج. استضافت المسابقة مكسيم بريفالوف وكسينيا سوخينوفا. توجت يوليا بولياخينا من شوفاشيا خليفتها ألينا سانكو من آزوف في نهاية الحدث. مثلت سانكو بلدها روسيا في مسابقة ملكة جمال العالم 2019.

## النتائج

### المراكز النهائية
| النتائج النهائية     | المتنافسة |
| -------------------- | --- |
| ملكة جمال روسيا 2019 | - آزوف - ألينا سانكو |
| الوصيفة الأولى       | - يكاترينبورغ - أرينا فيرينا |
| الوصيفة الثانية      | - تتارستان - رالينا أرابوفا |
| أفضل 10              | - تشيليابنسك - إليزافيتا سمولينا - تشوفاشيا - يوليا تيخونوفا - لينينغراد أوبلاست - ايكاترينا كاليازينا - محافظة موسكو - فيكتوريا غوسيفا - نيجني نوفغورود - داريا ميلنيكوفا - - ايلينا رازينكوفا - تيومين أوبلاست - بولينا كاشانوفا                                                                                |
| أفضل 20              | - باشكورستان - الفيرا كراميشيفا - ماري إل - آنا روداكوفا - نوفوكوزنتسك - لوليتا برودينيكوفا - نوفوسيبيرسك - بولينا أتامانوفا - سانت بطرسبرغ - إيلينا لينكيفيتش - سيفاستوبول - اناستازيا فوزنيوك - سيمفروبول - يوليا تشيرنيوك - توبولسك - ايلينا بنوفيكوفا - تيومين - كريستينا بارينوفا - ياقوتيا - فلادا بوتابوفا |

### جوائز خاصة
| الجائزة                        | المتنافسة                    |
| ------------------------------ | ---------------------------- |
| الفائز في التصويت عبر الإنترنت | - ياقوتيا - فلادا بوتابوفا   |
| اختيار الشعب المرأة الروسية    | - توبولسك - ايلينا بنوفيكوفا |

### لجنة التحكيم
- إيغور تشابورين - مصمم أزياء.[5]
- أوكسانا فيدوروفا - مذيعة تلفزيونية، ملكة جمال روسيا 2001 ، وملكة جمال الكون 2002
- تاتيانا كوتوفا - مغنية وملكة جمال روسيا 2006
- فلاديمير ماتتسكي - مؤلف ومنتج ومقدم راديو
- دي جي سماش - دي جي ومنتج موسيقى

## المتنافسات
| رقم. | ممثلت                  | اسم                   | العمر |
| ---- | ---------------------- | --------------------- | ----- |
| 1    | بينزا                  | أولغا بيزروكوفا       | 20    |
| 2    | باشكورستان             | الفيرا كراميشيفا      | 20    |
| 3    | يكاترينبورغ            | أرينا فيرينا          | 21    |
| 4    | فولغوغراد              | فيوليتا ميلوفانوفا    | 19    |
| 5    | تولياتي                | كسينيا بيلوفا         | 18    |
| 6    | بيلغورود               | ناتاليا فوروبيوفا     | 23    |
| 7    | كيرتش                  | ألينا فيتكوفسكايا     | 19    |
| 8    | توبولسك                | ايلينا بنوفيكوفا      | 23    |
| 9    | نيجني نوفغورود         | داريا ميلنيكوفا       | 22    |
| 10   | خاباروفسك              | اناستازيا كريفولابوفا | 22    |
| 11   | تفير                   | تاتيانا باتشيسكو      | 21    |
| 12   | تيومين                 | كريستينا بارينوفا     | 20    |
| 13   | أنابا                  | انستازيا دياديورا     | 19    |
| 14   | قازان                  | ميلياشا غاليموفا      | 20    |
| 15   | تفير أوبلاست           | إليزافيتا ستراتنكو    | 22    |
| 16   | سانت بطرسبرغ           | إيلينا لينكيفيتش      | 19    |
| 17   | نيجني نوفغورود أوبلاست | يانا باتشينكا         | 22    |
| 18   | كيروف                  | ماريا كودريافتسيفا    | 22    |
| 19   | ماري إل                | آنا روداكوفا          | 19    |
| 20   | سوتشي                  | كريستينا ريبريك       | 19    |
| 21   | كراي ستافروبول         | فاليريا سكولوتا       | 20    |
| 22   | تتارستان               | رالينا أرابوفا        | 19    |
| 23   | بيرم كراي              | ايكاترينا نيكليودوفا  | 21    |
| 24   | تشيليابنسك             | إليزافيتا سمولينا     | 23    |
| 25   | سمارا أوبلاست          | داريا ميتيتشينا       | 18    |
| 26   | بارناول                | ليديا إيفانوفا        | 19    |
| 27   | أوفا                   | لينارا إساييفا        | 18    |
| 28   | لينينغراد أوبلاست      | ايكاترينا كاليازينا   | 22    |
| 29   | ياقوتيا                | فلادا بوتابوفا        | 23    |
| 30   | سيمفروبول              | يوليا تشيرنيوك        | 22    |
| 31   | روستوف على نهر الدون   | ايلينا رازينكوفا      | 20    |
| 32   | آزوف                   | ألينا سانكو           | 20    |
| 33   | موسكو                  | ايكاترينا نيناشيفا    | 18    |
| 34   | تيومين أوبلاست         | بولينا كاشانوفا       | 20    |
| 35   | سيفاستوبول             | اناستازيا فوزنيوك     | 20    |
| 36   | بورياتيا               | نانسيلما ديرزايفا     | 21    |
| 37   | تشوفاشيا               | يوليا تيخونوفا        | 20    |
| 38   | نويابرسك               | داريا فيركوتورتسيفا   | 21    |
| 39   | كالوغا                 | سابينا رابايا         | 23    |
| 40   | أوبلاست إيفانوفو       | ماريا كاليبينا        | 20    |
| 41   | أنادير                 | اناستازيا كوناريفا    | 19    |
| 42   | سامارا (روسيا)         | آنا خريسوفا           | 19    |
| 43   | محافظة موسكو           | فيكتوريا غوسيفا       | 23    |
| 44   | فولغوغراد أوبلاست      | مارينا غروشوفا        | 22    |
| 45   | إيفانوفو               | ألكسندرا يلتشوفا      | 18    |
| 46   | نوفوكوزنتسك            | لوليتا برودينيكوفا    | 19    |
| 47   | أوبلاست سفردلوفسك      | فلادا ساديروفا        | 22    |
| 48   | كراسنودار              | إليزافيتا زادوزنايا   | 19    |
| 49   | نوفوسيبيرسك            | بولينا أتامانوفا      | 18    |
| 50   | بوغورودسكي             | فيرونيكا شيلكانوفا    | 22    |